# Wilde Leck
La Wilde Leck est une montagne qui s’élève à 3 359 m d’altitude dans les Alpes de Stubai, en Autriche.